# Katholische Ostkirchen
Als katholische Ostkirchen (auch unierte Kirchen oder mit Rom unierte Kirchen) werden die 23 Teilkirchen eigenen Rechts der römisch-katholischen Kirche bezeichnet, die in ostkirchlicher Tradition stehen. Durch ihre östlichen („orientalischen“) Riten stehen sie in ihrer Tradition und hierarchischen Verfasstheit den orthodoxen und altorientalischen Ostkirchen nahe, sind aber von diesen streng zu unterscheiden. Sie erkennen den Jurisdiktionsprimat des Papstes an und stehen untereinander sowie mit der lateinischen Kirche in Glaubens-, Gebets- und Sakramentengemeinschaft. In nahezu allen ostkirchlichen Traditionen gibt es katholische Ostkirchen. Gegenüber ihren orthodoxen und altorientalischen Pendants bilden sie meist nur eine Minderheit.
Die katholischen Ostkirchen unterliegen im Gegensatz zur westlichen lateinischen Kirche nicht dem Kirchenrecht des Codex Iuris Canonici (CIC), sondern dem Codex Canonum Ecclesiarum Orientalium (CCEO).

## Geschichte
Union bedeutet ursprünglich die Wiederherstellung der kirchlichen Einheit nach einer Kirchenspaltung, und zwar entweder als Gesamtunion, das heißt unter voller Beseitigung der Trennung, oder als Teilunion, somit allein mit einer einigungswilligen Partei.
Teils handelt es sich um urchristliche Gemeinschaften der ersten Stunde, teils um Diasporakirchen innerhalb dieser Kontinente, bis hin zu erst im 20. Jahrhundert entstandene Gemeinschaften.
Die katholischen Ostkirchen, also romunierten Zweige entstanden zu einem kleinen Teil während der Kreuzzüge (ab dem 11. Jh.), zum anderen im Gefolge der katholischen Gegenreformation nach dem Konzil von Trient 1545–1563: Auf das Große Ost-West-Schisma (1054) folgten verschiedene Bemühungen, den Bruch zwischen der westlichen (römisch-katholischen) und der östlichen (griechisch-orthodoxen) Kirche im Rahmen einer Gesamtunion zu heilen, die jedoch sämtlich, zuletzt im Konzil von Florenz (Unionskonzil 1431–1445), ohne dauerhaften Erfolg blieben. Während der Zeit der Kreuzzüge kam es zu Gesamtunionen dauerhaft mit den Maroniten und zeitweise mit den Armeniern in Kilikien (Königreich Kleinarmenien). In der Folgezeit bemühte sich Rom weiterhin um Gesamtunionen, etwa durch Gewinnung des jeweiligen Kirchenoberhaupts, zum Beispiel eines Patriarchen, oder der Mehrheit des Episkopats einer Regionalkirche für den Katholizismus. Allerdings nahm sie nunmehr auch Teilunionen in Kauf oder führte solche gezielt herbei, jeweils um den Preis einer Spaltung der Mutterkirche. Dieses Verfahren wurde bis in das 20. Jahrhundert hinein angewandt. Erst nach dem Zweiten Vatikanum zeigte der Vatikan eine Bereitschaft zum Verzicht auf den sogenannten Uniatismus gegenüber den Ostkirchen, insbesondere mit dem Dokument von Balamand.

## Kennzeichen
Von den meisten östlichen Kirchen haben sich so im Lauf der Jahrhunderte Teilkirchen abgespalten und mit Rom verbunden, unter Beibehaltung ihrer eigenen Liturgie, aber unter Anerkennung des päpstlichen Primats. Sie haben die volle Glaubens- und Sakramentengemeinschaft mit der römisch-katholischen Kirche aufgenommen und zugleich oder später die sakramentale Gemeinschaft mit ihrer vormaligen Kirche abgebrochen.
Die Zölibatsverpflichtung gilt (mit wenigen Ausnahmen) in diesen Kirchen – wie in den anderen Ostkirchen – nur für Bischöfe, Mönche und für bei der Diakonenweihe noch ledige Priesteramtsanwärter. Eine Heirat nach der Weihe ist ausgeschlossen, weil das „unauslöschliche Merkmal“ des sakramentalen Priestertums eine Eheschließung verhindert. Seit jeher können in den Ostgebieten bereits verheiratete Priesteramtsanwärter nach altem Recht die Weihe erhalten. Im Juni 2014 hat Papst Franziskus dieses Recht unierter ostkirchlicher Bischöfe zur Priesterweihe verheirateter Männer auf westliche Gebiete erweitert, soweit dort eine eigene ostkirchliche Hierarchie besteht. Dort wo es in Westgebieten ostkirchliche Ordinariate, aber keine zuständigen ostkirchlichen Bischöfe gibt, liegt nunmehr und erstmals die Vollmacht zur Weihe verheirateter Priesteramtskandidaten beim zuständigen römisch-katholischen Bischof.
Der Namensbestandteil katholisch deutet bei den meisten der im Folgenden aufgeführten Kirchen auf eine solche Union hin und grenzt im Gebiet der Ostkirchen die dortigen katholischen Kirchen von den meist wesentlich mitgliederstärkeren orthodoxen Kirchen ab. Von diesen werden sie als ein Haupthindernis für die Ökumene angesehen (siehe Uniatismus). Der manchmal vorkommende Namensbestandteil griechisch weist in Abgrenzung zu römisch(-katholisch) auf die Ritusfamilie hin, der die betreffende Kirche angehört.
Einen Sonderfall bildet die maronitische Kirche, die seit 1182 zur Gänze mit Rom uniert ist, also kein orthodoxes oder altorientalisches Pendant hat. Die chaldäisch-katholische Kirche zählt inzwischen deutlich mehr Mitglieder als ihr autokephales (eigenständiges) Gegenüber, die Assyrische Kirche des Ostens. Unter den Thomaschristen steht der katholischen syro-malabarischen Kirche nur eine kleine Gruppe von Nichtkatholiken gleicher ostsyrischer Tradition gegenüber.
Die italo-albanische Kirche ging nicht aus einer formellen Union hervor, sondern war seit ihrem Bestehen durchgängig mit Rom verbunden.

### Asien und Afrika
Die unierten Kirchen und Gemeinschaften im Orient, analog auch auf dem Balkan, und anderswo gingen aus anderen Unionsbewegungen hervor, die jeweils eigene historische Hintergründe haben (Türkengefahr, theologische oder kirchenpolitische Differenzen innerhalb der betroffenen Ostkirchen, europäischer Kolonialismus u. a.). In den meisten Fällen mit Ausnahme der Maroniten schloss sich nur eine Minderheit der orthodoxen Christen der Union an.

### Östliches Europa

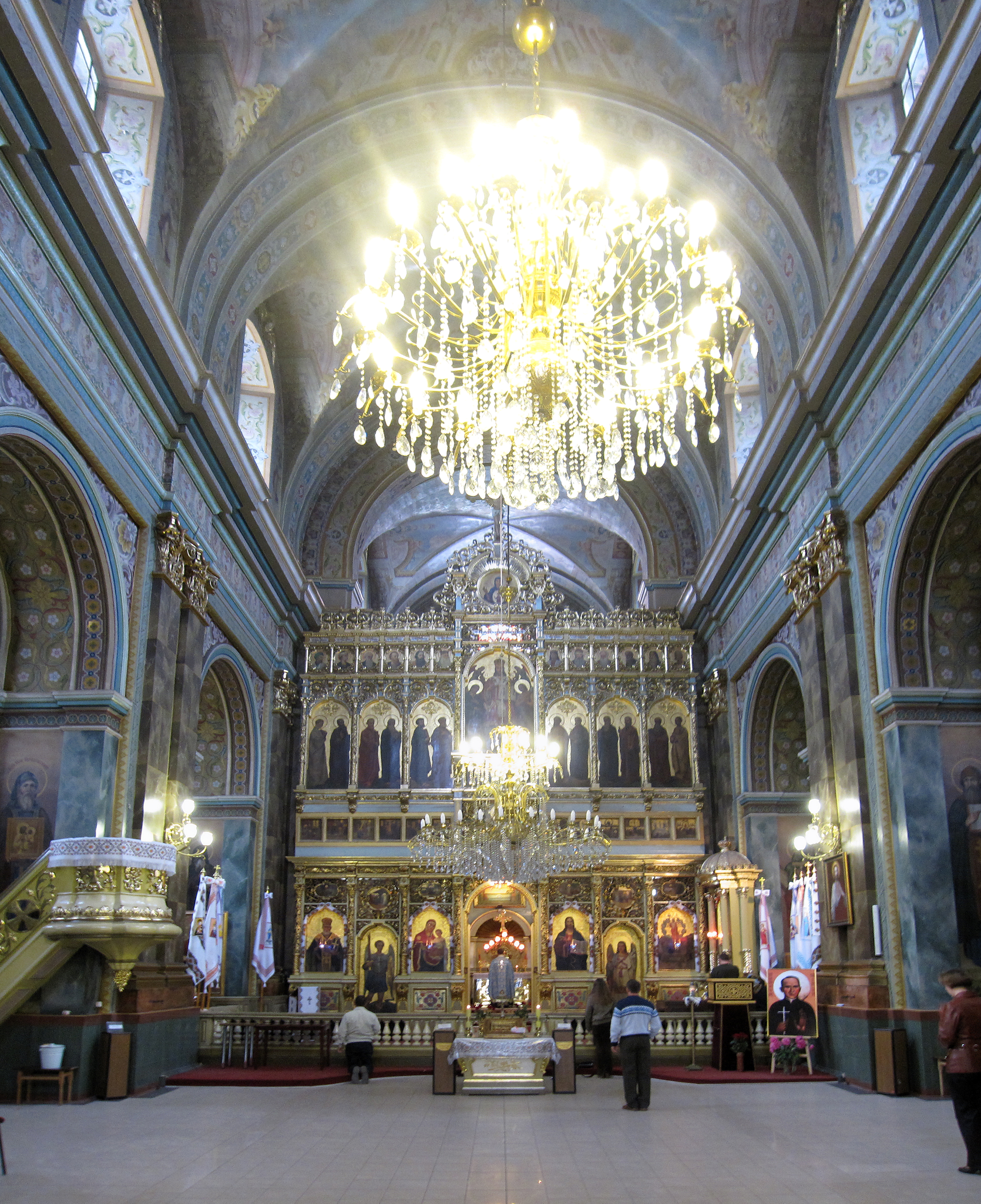
Das Innere der barocken Wiederauferstehungs-Kathedrale in Iwano-Frankiwsk (Ukraine) zeigt Merkmale einer orthodoxen und einer römisch-katholischen Kirche

Die größte heute bestehende mit Rom unierte Kirche ist die ukrainische griechisch-katholische Kirche in der Ukraine. Sie ging wie die unierten Gemeinschaften in Russland und Belarus aus der Kirchenunion von Brest im Jahr 1596 hervor. Zu dieser Union kam es, als weite Gebiete der genannten Staaten politisch zum katholischen Polen-Litauen gehörten.
Ihre Blütezeit erlebte diese unierte Kirche im 18. Jahrhundert in Polen-Litauen, bis zu den Teilungen Polens. Auf dem Territorium, das nach den Teilungen Polens an das Russische Reich angeschlossen wurde, wurde die unierte Kirche verfolgt und schrittweise liquidiert. Seit 1839 wurden die in der Ukraine und der Belarus weit verbreiteten Unierten zum größten Teil mit der russisch-orthodoxen Kirche zwangsvereinigt.
In Polen, Belarus und der Ukraine werden dem Ritus entsprechend Kirchengebäude unierter Kirchen ebenso wie solche der autokephalen orthodoxen Kirchen Cerkiew genannt (belarussisch царква; ukrainisch церква), im Gegensatz zu Kościół (belarussisch касцёл; ukrainisch костел), der Bezeichnung für Kirchengebäude des lateinischen Ritus.
Auf dem Gebiet des damaligen Österreich-Ungarn, vor allem in Galizien, in der Bukowina und Siebenbürgen, sowie in Teilen Oberungarns (Karpatenukraine) konnten sich die unierten Kirchen frei entfalten und haben zahlreiche Mitglieder und ein reiches kirchliches Leben gehabt. Dieser Zustand blieb in der Zwischenkriegszeit (1918–1939) erhalten, als Galizien zu Polen und die Karpato-Ukraine zur Tschechoslowakei gehörte. Die größte unierte Kirche dieses Raumes hatten die Ruthenen, wie die Ukrainer in der Habsburgermonarchie genannt wurden.
Als die vornehmlich ukrainisch besiedelten Gebiete im Karpatenbogen 1944/45 an die Sowjetunion fielen, setzte sofort eine scharfe Unterdrückung der unierten Katholiken ein. Ihre Bischöfe und Priester wurden verhaftet und das Kirchengut beschlagnahmt. Anschließend wurden die Unierten zwangsweise der russisch-orthodoxen Kirche unterstellt. Seit dem Zusammenbruch der Sowjetunion ist die Ukrainische griechisch-katholische Kirche wieder unabhängig. Heute zählt diese unierte Kirche immer noch rund 5,2 Millionen Mitglieder in der Ukraine und in der weltweiten Diaspora. Ihr Oberhaupt ist der griechisch-katholische Großerzbischof von Kiew.
Die nach der Abtrennung Galiziens 1945 in den heutigen Grenzen Polens lebenden unierten Katholiken, die häufig aus ruthenischen oder ukrainischen Familien stammen, haben ihre eigenen griechisch-katholischen Bistümer.
Einer anderen Union, der von Uschhorod 1646, entstammt die Ruthenische griechisch-katholische Kirche in Transkarpatien (Eparchie Mukatschewe, südwestliche Ukraine), der Slowakei (Eparchie Prešov/Eperies und Exarchat Košice/Kaschau), Ungarns (Exarchat Miskolc) und in den USA (Byzantine Catholic Metropolia of Pittsburgh).
Die rumänisch-orthodoxe Kirche aus Siebenbürgen vereinte sich durch den Beschluss des Metropoliten Atanasie Anghel und der Provinzialsynode von 1698 mit Rom. Neben dem Bistum Alba Iulia-Făgăraş wurde 1777 ein neues uniertes Bistum in Oradea gegründet. Im Jahr 1853 wurden zwei weitere rumänisch-unierte Bistümer errichtet, das Bistum Gherla (das heutige Bistum Cluj-Gherla) und das Bistum Lugoj. Hinzu kam im 20. Jahrhundert das Bistum Maramureș, das 1930 mit dem Sitz in Baia Mare gegründet wurde. Die Rumänische griechisch-katholische Kirche wird seit 2005 durch einen Großerzbischof geleitet.

### Diaspora
Bei manchen der heute bestehenden mit Rom unierten Gemeinschaften verlagerte sich der Schwerpunkt in die Neue Welt. So hatte zum Beispiel die Ruthenische Kirche zwischenzeitlich nur noch in Amerika Bistümer. Von ihren Schwesterkirchen im ursprünglichen Siedlungsgebiet der Ruthenen war sie organisatorisch vollständig selbständig.

## Kirchen eigenen Rechts

Länder, in denen ostkatholische Teilkirchen ihren Hauptsitz oder Ursprung haben (rot: byzantinischer Ritus, grün: alexandrinischer Ritus, gelb: andere). In blau markierten Ländern gibt es ostkatholische Gemeinden.

Nach dem Annuario Pontificio gibt es 23 katholische Ostkirchen:
| Kirche                                              | Tradition                   | Jurisdiktionsstatus | Gründung      | Jurisdiktionen | Bischöfe | Gläubige   | Ursprungsland        |
| --------------------------------------------------- | --------------------------- | ------------------- | ------------- | -------------- | -------- | ---------- | -------------------- |
| Armenisch-katholische Kirche                        | armenisch                   | patriarchal         | 1742          | 18             | 16       | 566.000    | Armenien             |
| Äthiopisch-katholische Kirche                       | alexandrinisch (äthiopisch) | metropolitan        | 1846          | 4              | 4        | 70.000     | Äthiopien            |
| Belarussische Griechisch-Katholische Kirche         | byzantinisch                | administratorisch   | 1991          | 1              | 0        | ca. 8.000  | Belarus              |
| Bulgarische griechisch-katholische Kirche           | byzantinisch                | bischöflich         | 1861          | 1              | 1        | 10.000     | Bulgarien            |
| Chaldäisch-katholische Kirche                       | ostsyrisch/chaldäisch       | patriarchal         | 16. Jh.       | 23             | 22       | 537.000    | Irak                 |
| Eritreisch-katholische Kirche                       | alexandrinisch (äthiopisch) | metropolitan        | 2015          | 4              | 5        | 150.000    | Eritrea              |
| Griechische Griechisch-katholische Kirche           | byzantinisch                | exarchal            | 1859 und 1860 | 2              | 1        | 6.000      | Griechenland, Türkei |
| Byzantinische Kirche in Italien                     | byzantinisch                | bischöflich         | –             | 3              | 2        | 62.000     | Italien              |
| Byzantinische Kirche in Kasachstan und Zentralasien | byzantinisch                | administratorisch   | 2019          | 1              | 0        | ca. 10.000 | Kasachstan           |
| Koptisch-katholische Kirche                         | alexandrinisch (koptisch)   | patriarchal         | 1741          | 8              | 9        | 166.000    | Ägypten              |
| Byzantinische Kirche in Kroatien und Serbien        | byzantinisch                | bischöflich         | 1611          | 2              | 2        | 43.000     | Kroatien, Serbien    |
| Maronitische Kirche                                 | westsyrisch/antiochenisch   | patriarchal         | 1182          | 28             | 51       | 3,4 Mio.   | Libanon, Syrien      |
| Mazedonische griechisch-katholische Kirche          | byzantinisch                | bischöflich         | 1881          | 1              | 1        | 15.000     | Nordmazedonien       |
| Melkitische griechisch-katholische Kirche           | byzantinisch                | patriarchal         | 1726          | 29             | 36       | 1,7 Mio    | Syrien, Libanon      |
| Rumänische griechisch-katholische Kirche            | byzantinisch                | großerzbischöflich  | 1693          | 6              | 8        | 535.000    | Rumänien             |
| Russische griechisch-katholische Kirche             | byzantinisch                | exarchal            | 1917          | 2              | 0        | ca. 3.000  | Russland             |
| Ruthenische griechisch-katholische Kirche           | byzantinisch                | metropolitan        | 1646/1697     | 7              | 8        | 487.000    | Ukraine              |
| Slowakische griechisch-katholische Kirche           | byzantinisch                | metropolitan        | 1646          | 4              | 4        | 233.000    | Slowakei             |
| Syrisch-katholische Kirche                          | westsyrisch/antiochenisch   | patriarchal         | 1781          | 15             | 17       | 266.000    | Syrien               |
| Syro-malabarische Kirche                            | ostsyrisch/chaldäisch       | großerzbischöflich  | 1663          | 31             | 53       | 3,9 Mio.   | Indien               |
| Syro-malankarische Kirche                           | westsyrisch/antiochenisch   | großerzbischöflich  | 1930          | 9              | 14       | 438.000    | Indien               |
| Ukrainische griechisch-katholische Kirche           | byzantinisch                | großerzbischöflich  | 1595          | 32             | 50       | 4,3 Mio.   | Ukraine              |
| Ungarische griechisch-katholische Kirche            | byzantinisch                | metropolitan        | 1646          | 2              | 3        | 327.000    | Ungarn               |

Zudem gibt es die Ordinariate für die Gläubigen des östlichen Ritus, die jedoch zu keiner ostkirchlichen Hierarchie gehören, sondern direkt dem Heiligen Stuhl unterstehen.
Die Albanische griechisch-katholische Kirche ist im Annuario Pontificio nicht mehr aufgeführt.

## Lateinische Kirche und Ostkirchentum
Die lateinische Kirche (Westkirche) steht den katholischen Ostkirchen gegenüber. Andererseits hat sie im weiteren Sinn einen Anteil am Ostkirchentum, da ihr auch Christen in östlichen Ländern zugeordnet sind – darunter römisch-katholische Christen in der arabischen Welt, wo diese als „Lateiner“ bezeichnet werden. Obwohl für diese Christen nicht das Ostkirchenrecht (CCEO) gilt, können sie aus zwei Gründen dem „Ostkirchentum“ zugerechnet werden:
- Das Dikasterium für die orientalischen Kirchen (Dicasterium pro Ecclesiis Orientalibus) der Römischen Kurie ist nicht nur für die 23 katholischen Ostkirchen zuständig, sondern auch für die Gläubigen des römischen Ritus in Ägypten und auf der Sinai-Halbinsel, in Eritrea und im Norden Äthiopiens, in Südalbanien, Bulgarien, Zypern, Griechenland, Iran, Irak, Libanon, Israel, Palästina, Syrien, Jordanien und in der Türkei. Diese „Lateiner“  werden also vom Heiligen Stuhl administrativ als ein Teil der orientalischen katholischen Welt behandelt.[5]
- Soziologisch betrachtet ist dieser Zweig der lateinischen Kirche keine Missionskirche mehr, sondern eine Kirche der heimischen Bevölkerung, die ihre Gottesdienste in der Landessprache feiert.[5]

Historisch handelt es sich im Wesentlichen um die römischen Katholiken im ehemaligen Osmanischen Reich, die mit der formalen Wiedererrichtung des Lateinischen Patriarchats an der Erzdiözese von Jerusalem 1847 ein Zentrum bekamen. Zur lateinischen Kirche im Orient zählt man die Diözesen, die in der Lateinischen Bischofskonferenz der arabischen Region (CELRA) versammelt sind. Der Lateinische Patriarch in Jerusalem ist auch im Rat der katholischen Patriarchen des Orients (CPCO, gegründet 1990) vertreten.